# Paramola
|  | Per a altres significats, vegeu «Carlinga». |

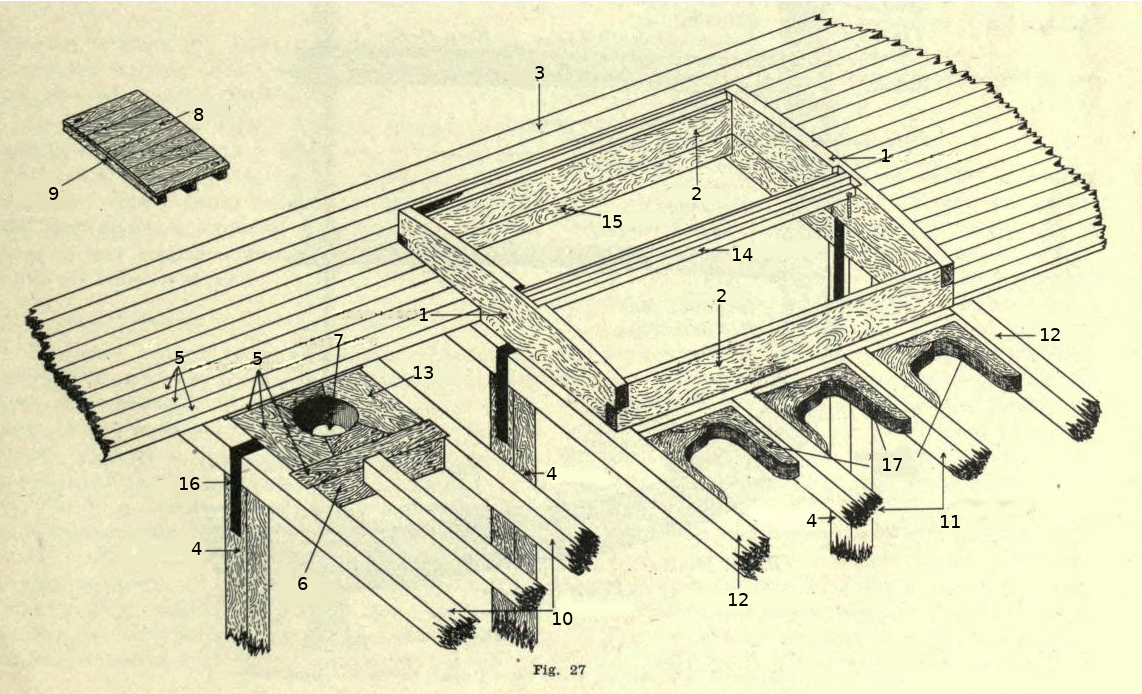
Diccionari enciclopèdic marítim (anglès-espanyol), per Luis Delgado Lamelland

En nàutica, la paramola és l'armadura de fusta o metàl·lica, formada per una o diverses peces, en la qual es manega l'ànima (o mare) d'un cap de corda, i descansava el peu d'un arbre, d'un norai, d'un puntal, etc., del qual cadascun pren per sobrenom particular la denominació de la peça a la qual serveix de suport.
Generalment les paramoles van disposades en direcció horitzontal, però també n'hi havia que es col·loquen inclinades i verticals, tals com les de ferro, que porten alguns vaixells per a servir de suport a l'asta de la bandera de popa, i la del pal de bauprés que anava endentada verticalment i empernada en les llates de la primera i segona coberta just a proa de l'arbre de trinquet.
Les paramoles dels arbres es constreixen o col·loquen damunt del paramitjal, sòlidament empernades o clavades a aquesta. N'hi han de diferent tipus, construïdes en una sola peça de fusta, la que anomenaríem paramola monòxila; la que es construeix al voltant del paramitjal, amb diverses peces de fusta, que es pot anomenar de caixa; i la tercera seria aquella que es troba directament al paramitjal, fent el paramitjal també la funció de paramola.

## Paramola de l'arbre mestre
La paramola de l'arbre mestre (o major) era la caixa en què el peu s'embotia. Aquesta, com que es troba a la part central del vaixell, sol coincidir amb la sentina, per aquest motiu junt a la paramola s'hi sol trobar la caixa de la bomba de sentina, destinada a buidar l'aigua que penetra a l'interior del vaixell. Eu un vaixell de dos o més arbres (o pals), la paramola de l'arbre mestre sempre és la que té una mida més gran de totes les paramoles que puguin haver en un vaixell.

## Paramoles dels arbres de trinquet i de mitjana
Les paramoles dels arbres de trinquet i de mitjana poden ser del mateix tipus de paramola que l'arbre mestre, però sempre d'unes dimensions més petites -sempre i quan els arbres i la superfície vèlica d'aquests siguin inferiors a la de l'arbre mestre-. El fet que l'arbre de trinquet arbori una vela quadra, com l'arbre mestre, i l'arbre de mitjana una vela llatina o longitudinal, pot fer que hi hagin petites diferències. En els vaixells de més port la paramola de l'arbre de trinquet i el de l'arbre de mitjana poden no trobar-se sobre del paramitjal, a la coberta inferior o pla del pallol, sinó a la coberta falsa o primera coberta.